# Estação UAM-Azcapotzalco
A Estação UAM-Azcapotzalco é uma das estações do Metrô da Cidade do México, situada na Cidade do México, entre a Estação Tezozómoc e a Estação Ferrería/Arena Ciudad de México. Administrada pelo Sistema de Transporte Colectivo, faz parte da Linha 6.
Foi inaugurada em 21 de dezembro de 1983. Localiza-se no cruzamento da Rua Campo Chopo com a Rua Refinería. Atende o bairro Reynosa Tamaulipas, situado na demarcação territorial de Azcapotzalco. A estação registrou um movimento de 3.058.994 passageiros em 2016.